# 22402 Goshi
22402 Goshi este un asteroid din centura principală de asteroizi.

## Descriere
22402 Goshi este un asteroid din centura principală de asteroizi. A fost descoperit pe 3 aprilie 1995 la Kuma Kogen de Akimasa Nakamura. El prezintă o orbită caracterizată de o semiaxă mare de 2,19 ua, o excentricitate de 0,13 și o înclinație de 3,5° în raport cu ecliptica.